# 栃木県道213号栃木停車場線

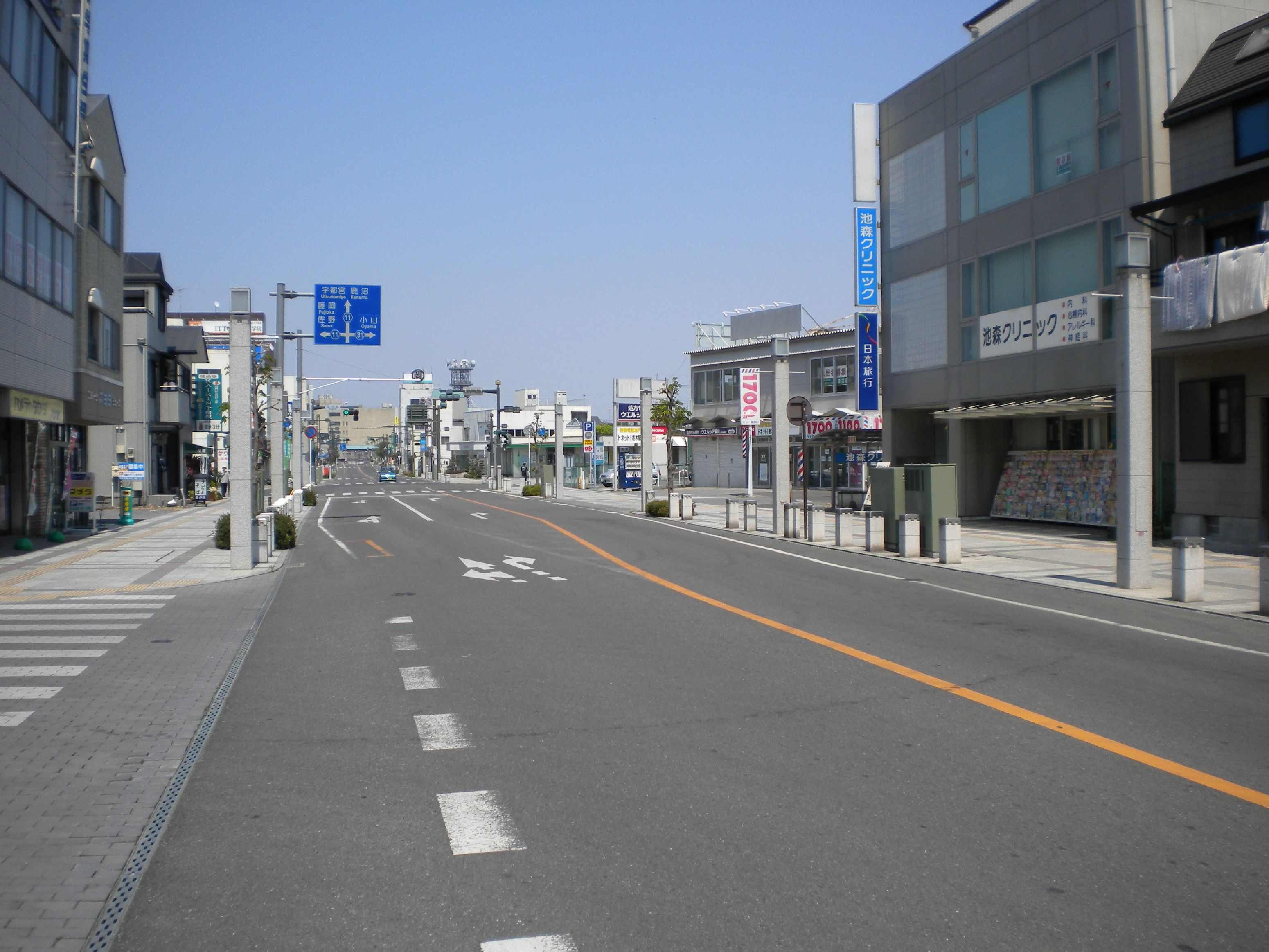
起点付近

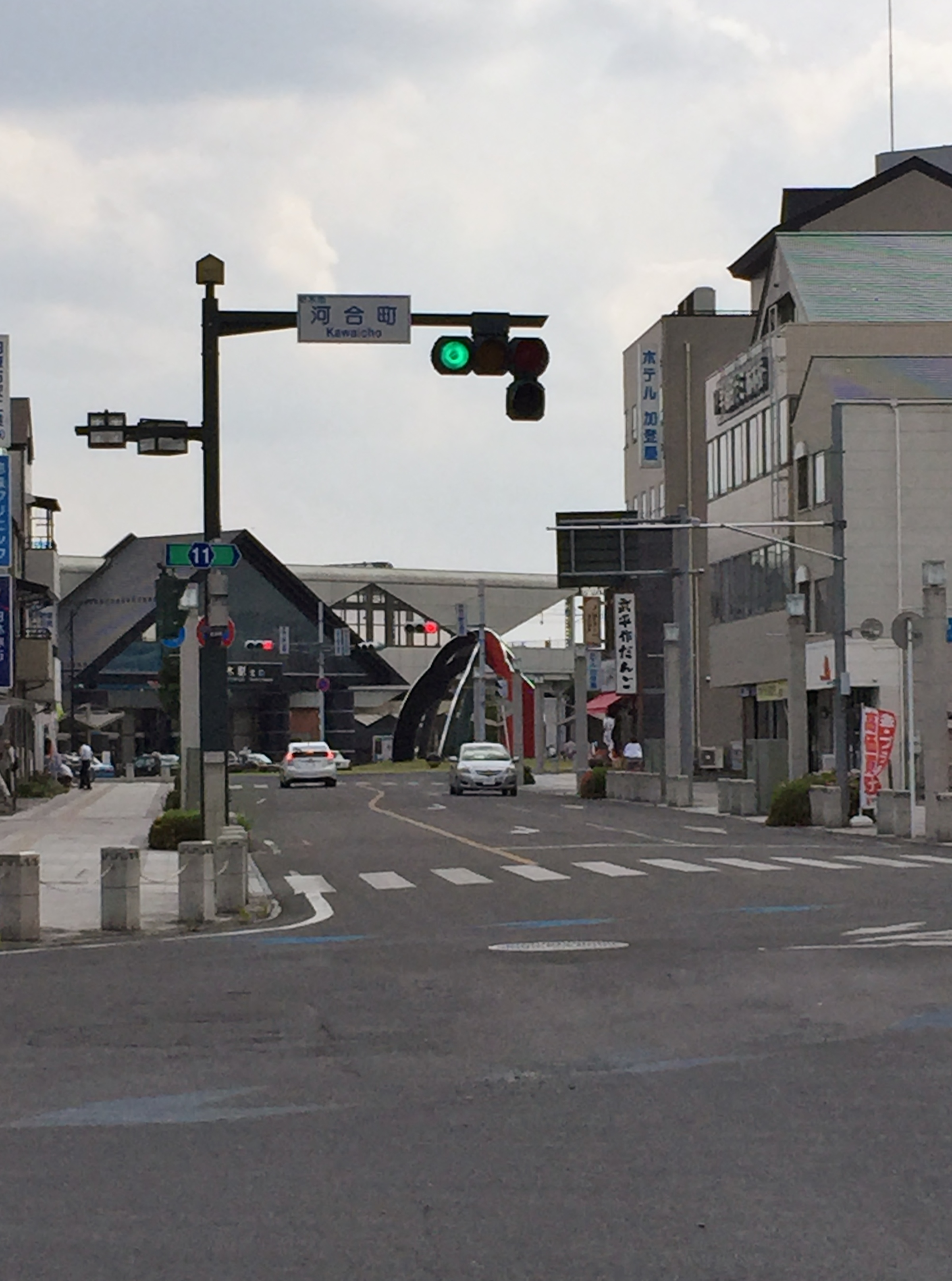
河合町交差点（終点、2015年5月）

栃木県道213号栃木停車場線（とちぎけんどう213ごう とちぎていしゃじょうせん）は、栃木県栃木市を通過する一般県道である。

## 概要
栃木市の南の玄関口であるJR・東武栃木駅北口と、栃木市市街地のメインストリートである栃木藤岡線（蔵の街大通り・日光例幣使街道）を結ぶ道路である。

### 路線データ
- 総延長 : 0.091km
- 実延長 : 0.091km[1]
- 起点 : 栃木県栃木市河合町/境町（栃木駅北口）
- 終点 : 栃木県栃木市河合町/境町（河合町交差点＝栃木県道11号栃木藤岡線、栃木県道31号栃木小山線交点）

## 歴史
- 1961年（昭和36年）4月1日認定

## 路線状況
栃木駅北口は栃木駅周辺の高架化工事に伴い1993年（平成5年）より整備が行われており、合わせて本路線の電線地中化工事など景観整備も実施された。

## 地理

### 通過する自治体
- 栃木県
  - 栃木市

### 沿線
栃木駅#駅周辺も参照のこと。
- 栃木駅（JR両毛線・東武日光線）（沼和田町）
- 栃木警察署栃木駅前交番（河合町）